# Raïssa Akhmàtova
Raïssa Soltamuràdovna Akhmàtova (en txetxè: Раиса Солтамурадовна Ахматова; Grozni, 13 de desembre de 1928 – 29 de gener de 1992) va ser una poeta txetxena, popular especialment entre els txetxens i ingúixos. Entre 1961 i 1983 va presidir la Unió d'Escriptors de la República Socialista Soviètica Autònoma de Txetxènia-Ingúixia (RSSA de Txetxènia-Ingúixia). Akhmàtova va ser l'única dona guardonada amb el títol de poeta del poble de Txetxènia-Ingúixia. Membre del Partit Comunista de la Unió Soviètica, va presidir el Soviet Suprem de l'RSSA de Txetxènia-Ingúixia de 1963 a 1985. El seu arxiu, compost per més de 600 documents, va ser destruït quan les forces russes van cremar els Arxius Nacionals Txetxens durant la primera guerra de Txetxènia.

## Obra publicada
- Khome respublika (Respublika rodnaia) (1957)
- Bei mne, veter, v litso (1959)
- Idu k tebe (1960)
- Trudnaia liubov (1963)
- Otkrovenie (1964).